# Moczydły-Pszczółki
Moczydły-Pszczółki – wieś w Polsce położona w województwie podlaskim, w powiecie siemiatyckim, w gminie Perlejewo.
W latach 1975–1998 miejscowość administracyjnie należała do województwa łomżyńskiego.
Wierni kościoła rzymskokatolickiego należą do parafii Przemienienia Pańskiego w Perlejewie.

## Historia
W spisie podatkowym z roku 1580 wymieniono osadę Psczułki w parafii perlejewskie. Była to wieś drobnoszlachecka zamieszkała przez Moczulskich. 
Pod koniec XIX w. Słownik geograficzny informuje, że wieś leży przy wielkim trakcie wojennym. W miejscowości 10 domów i 76 mieszkańców (40 mężczyzn i 36 kobiet). Grunty żytnie, łąk nie ma, niewielki las sosnowy. W środku wsi staw bez komunikacyi.
W 1921 roku naliczono tu 12 domów i 63 mieszkańców.